# Anthony Christiaan Winand Staring
Anthony Christiaan Winand Staring, heer van de Wildenborch (Gendringen, 24 januari 1767 – eigen landgoed Kasteel De Wildenborch in Vorden, 18 augustus 1840) was een Nederlandse landheer, landbouwkundige en dichter.

## Levensloop
Staring was een zoon van Damiaan Hugo Staring (1736-1783) en Sophia Wijnanda Ver Huell (1749-1794), de laatste een lid van het geslacht Ver Huell. Alhoewel geboren in Gendringen bracht hij zijn jeugdjaren in het Zuid-Hollandse Gouderak en in Gouda door. Zijn vader werd in 1773 in dienst van de VOC uitgezonden naar Kaap de Goede Hoop, waar zijn echtgenote zich in 1774 bij hem voegde. De zesjarige Anthony werd waarschijnlijk al in 1773 ondergebracht bij zijn oom, de weduwnaar Jacob Gerard Staringh, die predikant in Gouderak was. Na achtereenvolgens van 1773 tot 1776 de Franse school van meester Willem Muys en van 1776 tot 1782 de middelbare opleiding aan de Latijnse school te Gouda te hebben gevolgd vertrok hij in 1783 uit Gouda om te gaan studeren.
Hij promoveerde aan de Universiteit van Harderwijk op stellingen in de rechten, en vervolgde zijn opleiding in Göttingen (onder andere botanie) om zich voor te bereiden op het beheer van het landgoed en Kasteel De Wildenborch, waar hij zich in 1791 blijvend vestigde, toen zijn moeder en stiefvader zich vestigden op het door hen aangekochte Nijenhuis (Diepenheim). De manier waarop hij het landgoed exploiteerde was voor die tijd zeer bijzonder. De 'landman' Staring had oog voor de natuur, maar ook voor de noden van de mensheid. Zo liet hij op De Wildenborch een school bouwen, waar kinderen van boeren en landarbeiders onderwijs genoten. Hij introduceerde de Brabantse voetploeg en maakte een verbeterde versie. Tevens heeft hij gezorgd voor de invoering van koepokinenting in Vorden en omstreken.

### Politiek
Staring werd in 1797 gekozen tot lid van de Tweede Nationale Vergadering, maar aanvaardde deze functie niet. Van 1802 tot 1805 was hij lid van het  departementaal bestuur van Gelderland. Van 1812 tot 1813 was hij president van de kantonnale raad Lochem. Hij maakte in maart 1814 deel uit van de Vergadering van Notabelen. Hij was van 1814 tot 1831 lid van Provinciale Staten van Gelderland, met een onderbreking van twee jaar in de periode 1824-1826.

### Dichter
Staring was een romantische dichter, een van de weinige de dichtkunst beoefenende Nederlanders die als zodanig bekendstaan. Zijn romantische inslag betrof zowel hetgeen waarover hij schreef (legenden, beschrijvingen van de natuur) als de wijze waarop hij dat deed (gevoelig en humoristisch).
Hij debuteerde in 1786 met Mijne eerste proeven in poëzij.
Staring blonk uit in de dichterlijke vertelkunst. Een goed voorbeeld daarvan is zijn "Jaromir-cyclus", maar ook met "Marco" en "De hoofdige boer" verwierf hij bekendheid. Veel waardering ondervond hij echter niet, onder meer omdat zijn literaire werk moeilijk toegankelijk zou zijn. Hij werd ook bekend door zijn puntdichten. Een van zijn bekendste is dat over de dubieuze kookkunsten van ene Aagt Morsebel, met de gevleugelde slotzin "Heeft aangebrand ook voetjes, Moeder Aagt?" 

### Huwelijken
Staring trouwde op 6 juni 1791 te Almen met Everdina Maria van Löben Sels (1765-1794). Hij hertrouwde op 22 juli 1798 te Maarssen met Johanna Andrea Charlotte van der Muelen (1774-1843). Een zoon uit het tweede huwelijk was de landbouwkundige, geoloog en bodemkundige Winand Carel Hugo Staring (1808–1877). Een dochter uit het tweede huwelijk - Constantia - liet de Staringkoepel langs de Berkel bouwen.

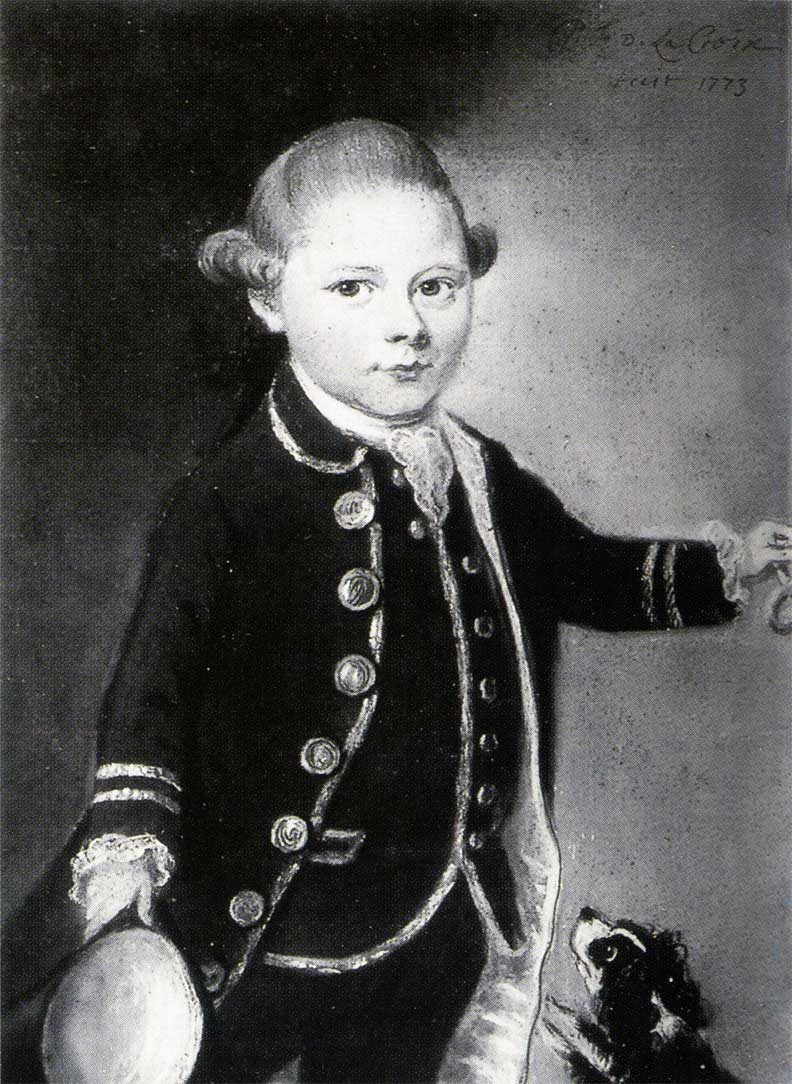
Staring op 6-jarige leeftijd, door Pierre Frédéric de la Croix (1773)
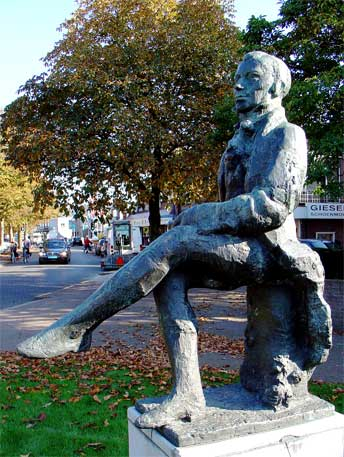
Standbeeld van Anthony Christiaan Winand Staring in Vorden door Frank Letterie
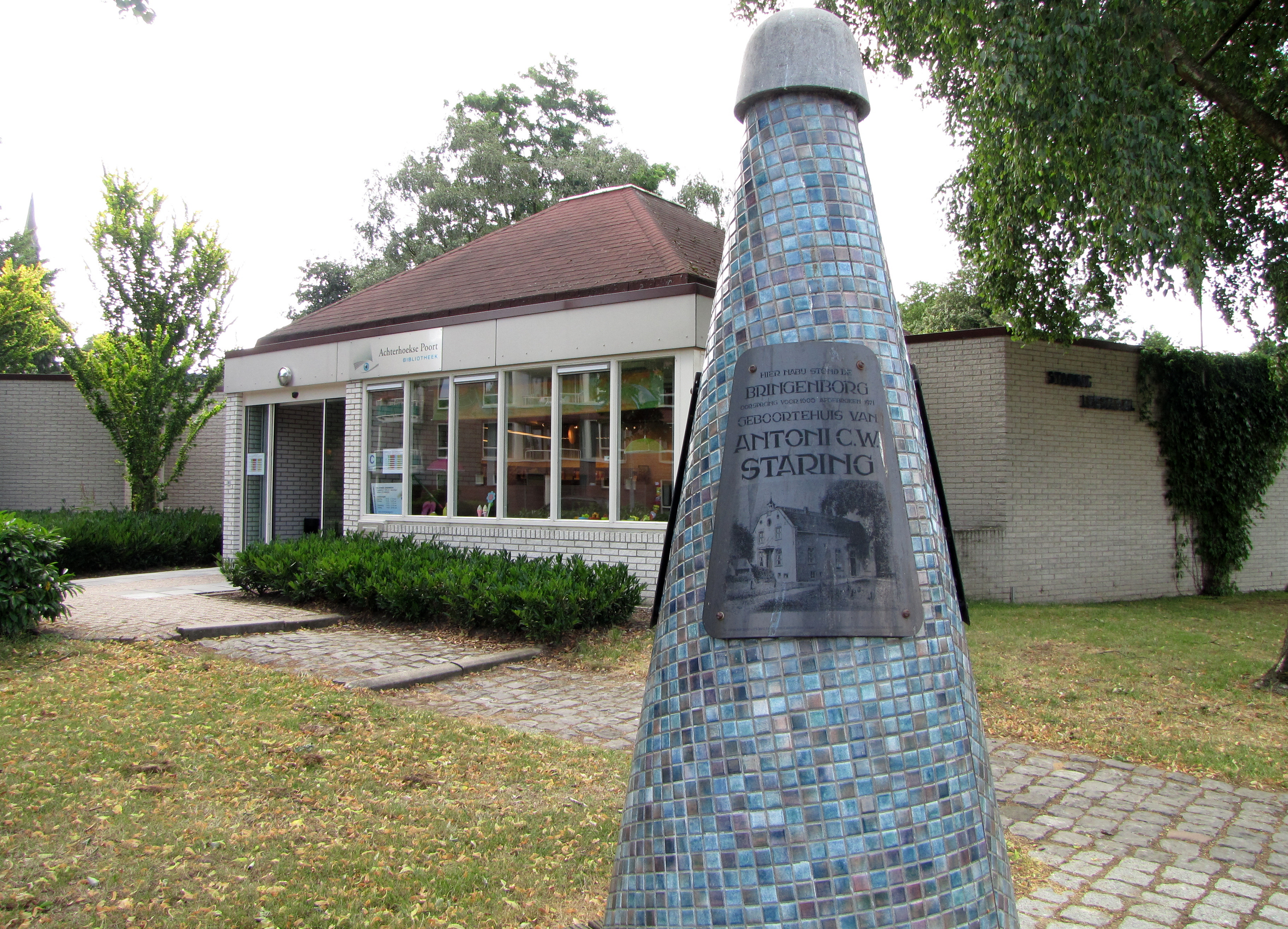
Staring-steel in Gendringen, bij de bibliotheek. Zijn geboortehuis werd in 1971 gesloopt.
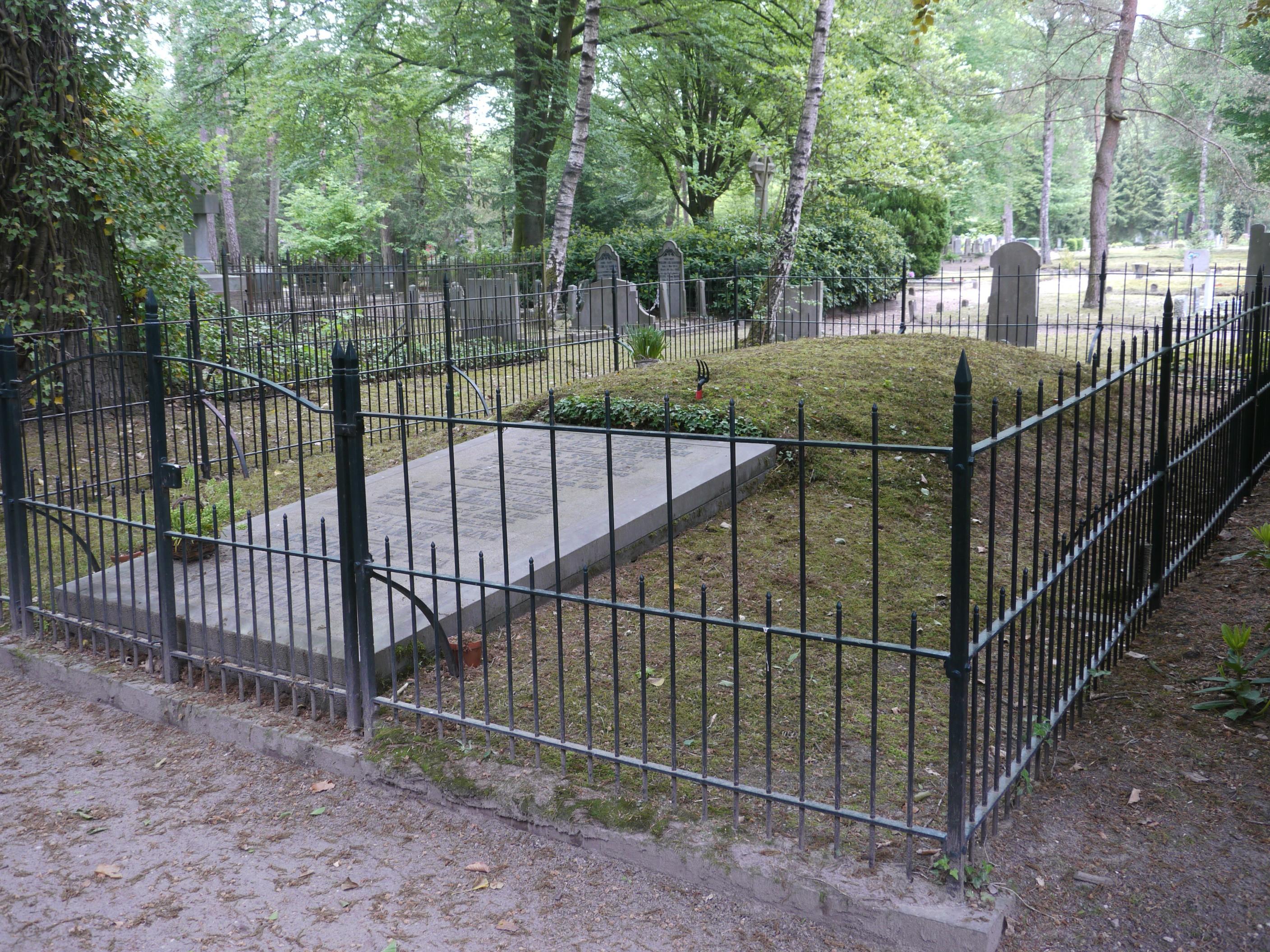
Grafheuvel op de Algemene begraafplaats in Vorden waar Staring ligt begraven

## Gedicht
DE KRIJGSGEVANGENEN
"Kaptein!" — "Waar zit je! Kom! Dit bosch is niet te trouwen."
"'k Heb twee Gevangnen!" — "Breng ze meê." —
"Ik wordt door beide vastgehou'en,
En kan niet van de steê."

## Spreuk
DAGELIJKSCH DOEN
De rijpe Kennis hoort,
De onrijpe neemt het woord.

## Lied
Een gedicht van zijn hand (getoonzet door Arnoldus Lijsen) werd opgenomen in de populaire liedbundel Kun je nog zingen, zing dan mee. De eerste regels luiden:
Sikkels klinken, Sikkels blinken,
Ruischend valt het graan.
Zie de bindsters garen,
Zie in lange scharen
Garf bij garven staan.

## Vernoemingen
- Het Staring Instituut, het streekinstituut voor de Achterhoek en Liemers, en het Staring College, de middelbare school gevestigd in Lochem en Borculo, herdenken hem in de naam.[8]
- Het LINT-treinstel 27 van vervoersmaatschappij Syntus is vernoemd naar Staring.
- Nummer 4 Een Geldersch Lied op het album Uit oude grond (2010) van de band Heidevolk is een op muziek gezet gedicht van Staring.
- In diverse Nederlandse plaatsen is een straat, laan, kade of weg naar Staring genoemd.